# 入田直子
入田 直子（いりた なおこ、6月3日 -）は、日本の元キャスター。日本放送協会（NHK）のNHKニュースおはよう日本元中継レポーター。鹿児島県鹿児島市出身。

## 来歴
1979年3月、鹿児島県立甲南高等学校卒業。同年、武蔵野音楽大学に入学し、ピアノ科を卒業。大学卒業直前の急性膵炎での入院中に、NHKラジオのDJ募集を聞き、応募して採用される。大学卒業後6年間、音楽大学のピアノの非常勤講師とDJを兼業。28歳で結婚し夫の仕事の関係で川崎市宮前区に転居。同時期にNHKの放送キャスターとなり、その後ニュースおはよう日本の中継レポーターに任命され2014年3月まで18年間務める。
おはよう日本レポーター退任後は、NHK中継アドバイザーや、司会業、志學館大学キャリアコーディネーターなどを務める。また、武蔵野音楽大学同期で「WAWAWAフレンズ」というアンサンブルユニットを組んで音楽活動をおこない、チャリティーコンサートも開催している。